# Robert Hoddle
Robert Hoddle (Westminster, Londres, 21 de abril de 1794 - 24 de octubre de 1881) fue topógrafo e ilustrador. Es célebre por su impresionante labor como topógrafo del distrito de Port Phillip, que más tarde recibió el nombre de Victoria, y se desarrolló entre 1837 y 1853. Se le atribuye el diseño de la cuadrícula de Hoddle, el distrito central de negocios de Melbourne. Hoddle no sólo era experto en topografía, sino también en pintura, creando imágenes impresionantes de la zona de Port Phillip y Nueva Gales del Sur. Hoddle fue uno de los primeros artistas europeos en retratar Ginninderra, la zona donde actualmente se encuentra Canberra, la capital nacional de Australia.

## Primeros años
Hoddle nació en Westminster, Londres. Su padre trabajaba como empleado bancario en el Banco de Inglaterra. En 1812 se alistó en el ejército británico como cadete topógrafo. Hoddle trabajó en el Department of Ordnance y participó en el levantamiento trigonométrico de Gran Bretaña. Más tarde, en 1822, viajó a la Colonia del Cabo, en Sudáfrica, donde realizó levantamientos militares.